# Johann Nepomuk Silberhorn
Johann Nepomuk Alois Silberhorn (* 20. Juni 1780 in Sünching als Alois Silberhorn; † 28. Februar 1842 in Obergiesing) war ein bayerischer katholischer Pfarrer.

## Familie
Silberhorn wurde als erstes Kind des aus Cham stammenden Gerbers Johann Michael Silberhorn sowie seiner Ehefrau Anna Maria Raith in Sünching geboren. Sein jüngerer Bruder ist der Jurist Georg von Silberhorn.

## Werdegang
Silberhorn war von 1827 bis zu seinem Tod der erste Pfarrer der Pfarrei Hl. Kreuz in Giesing. Zugleich war er Distriktsschulinspektor und galt als „eifriger Schulmann“.
1840 war er Mitglied der Kammer der Abgeordneten der Ständeversammlung. Er ist Verfasser einer Chronik über Giesing.
Nach ihm ist die Silberhornstraße in München benannt.